# Nemegtomaia
Nemegtomaia é um gênero de dinossauro da família Oviraptoridae da atual Mongólia que viveu no Cretáceo Superior, há cerca de 70 milhões de anos. O primeiro espécime foi encontrado em 1996 e tornou-se a base do novo gênero e espécie N. barsboldi em 2004. O nome original do gênero era Nemegtia [en], mas foi mudado para Nemegtomaia em 2005, pois o nome anterior era homônimo. A primeira parte do nome genérico refere-se à Bacia de Nemegt [en], onde o animal foi encontrado, e a segunda parte significa “boa mãe”, em referência ao fato de que os membros da família Oviraptoridae são conhecidos por terem incubado seus ovos. O nome específico homenageia o paleontólogo Rinchen Barsbold. Mais dois espécimes foram encontrados em 2007, um dos quais em cima de um ninho com ovos, mas o dinossauro recebeu o nome de seu gênero antes de ser encontrado associado a ovos.
Estima-se que o Nemegtomaia tinha cerca de 2 m de comprimento e pesava 40 kg. Como um oviraptorossauro, ele tinha penas. Tinha um crânio profundo, estreito e curto, com uma crista arqueada. Não tinha dentes, tinha um focinho curto com um bico semelhante ao de um papagaio e um par de projeções semelhantes a dentes em seu palato. Tinha três dedos; o primeiro era o maior e tinha uma garra forte. O Nemegtomaia é classificado como membro da subfamília Heyuanninae e é o único membro conhecido desse grupo com uma crista craniana. Embora o Nemegtomaia tenha sido usado para sugerir que os oviraptorossauros eram aves não voadoras, o clado é geralmente considerado um grupo de dinossauros não aviários.
O espécime de Nemegtomaia de nidificação foi colocado em cima do que provavelmente era um anel de ovos, com seus braços dobrados sobre eles. Nenhum dos ovos está completo, mas estima-se que eles tinham de 5 a 6 cm de largura e de 14 a 16 cm de comprimento quando intactos. O espécime foi encontrado em uma área estratigráfica que indica que o Nemegtomaia preferia fazer ninhos perto de riachos que fornecessem substrato macio e arenoso e alimentos. O Nemegtomaia pode ter protegido seus ovos cobrindo-os com a cauda e as penas das asas. O esqueleto do espécime de nidificação apresenta danos que indicam que ele foi eliminado por besouros da família Dermestidae. A dieta dos oviraptorídeos é incerta, mas seus crânios são mais semelhantes aos de outros animais conhecidos ou que se acredita terem sido herbívoros. O Nemegtomaia é conhecido das formações Nemegt e Barun Goyot [en], que supostamente representam ambientes úmidos e áridos que coexistiram na mesma área.

## História da descoberta

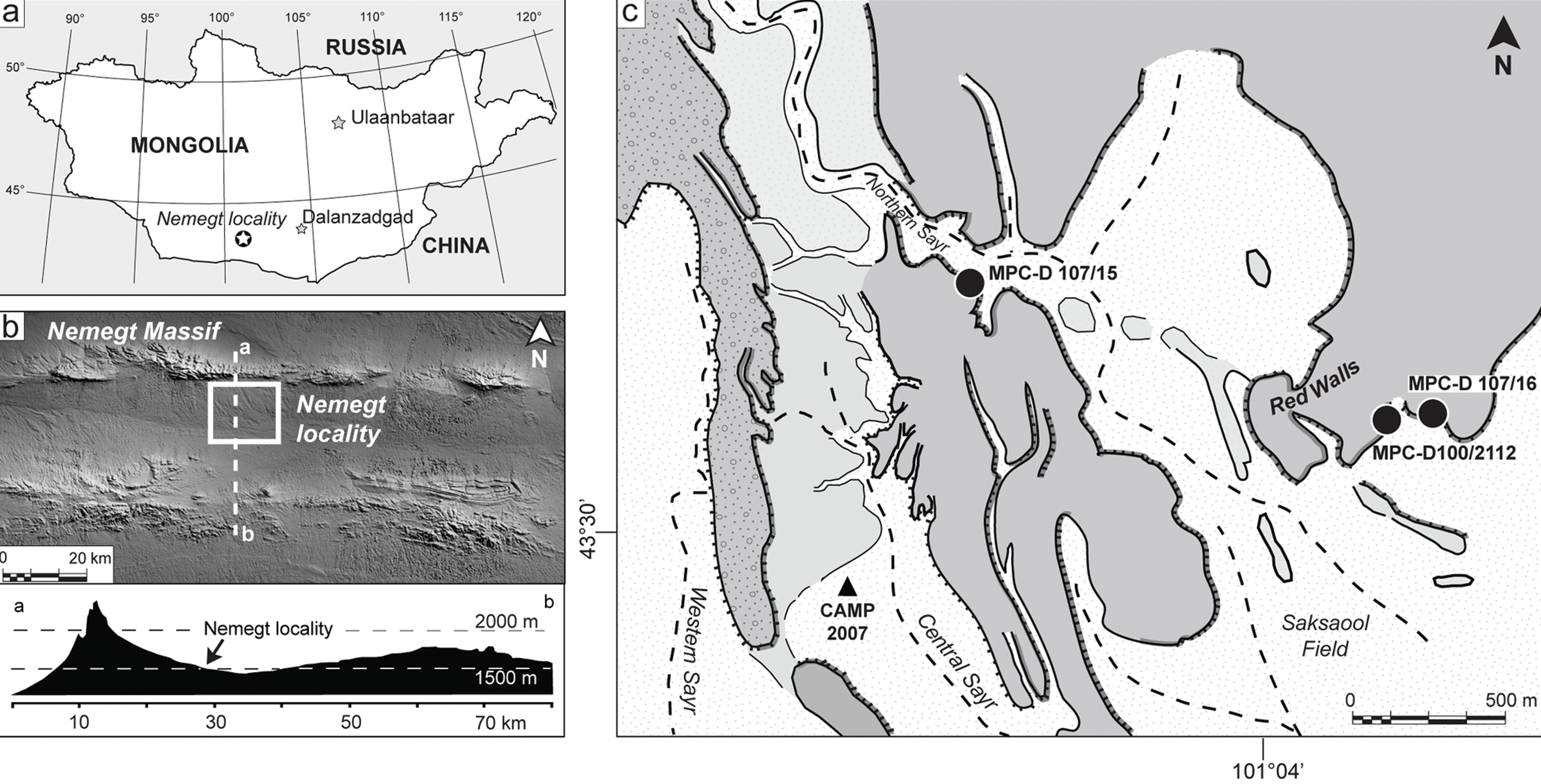
Mapas mostrando a localidade de Nemegt (a, b) e onde os espécimes de Nemegtomaia foram encontrados (c)

Em 1996, o paleontólogo japonês Yoshitsugu Kobayashi (como parte da equipe do “Mongolian Highland International Dinosaur Project”) encontrou um esqueleto incompleto de um dinossauro oviraptorídeo na Formação Nemegt do deserto de Gobi, no sudoeste da Mongólia. O espécime (MPC-D 100/2112 no Centro Paleontológico da Mongólia, anteriormente PC e GIN 100/2112) consiste em um crânio quase completo e um esqueleto parcial, incluindo vértebras cervicais, dorsais, sacrais e caudais, uma escápula esquerda, as extremidades inferiores de ambos os úmeros, o rádio direito, ambos os ílios, as extremidades superiores de ambos os ossos púbicos, ambos os ísquios e a extremidade superior de um fêmur. O espécime foi descrito como um novo espécime do gênero Ingenia [en] (referido como Ingenia sp.; de espécie incerta) pelo paleontólogo chinês Lü Junchang [en] e colegas em 2002, e usado para destacar as semelhanças entre os oviraptorossauros e as aves.

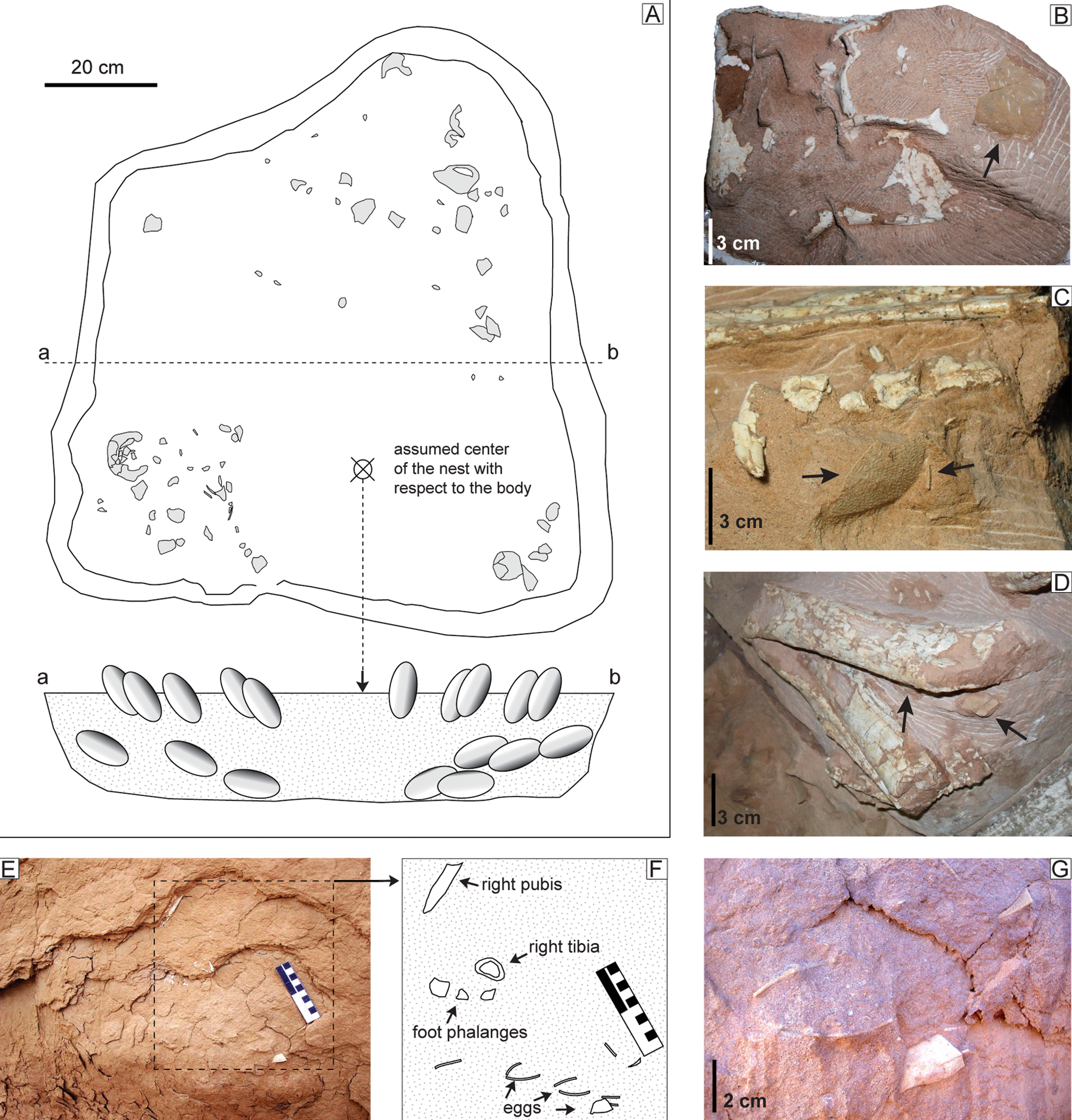
Diagrama do ninho (A), ossos do espécime de nidificação que cobriam os ovos (B-D) e uma camada inferior de ovos (E-G)

Em 2004, Lü e seus colegas determinaram que o esqueleto pertencia a um novo e distinto táxon e fizeram dele o espécime holótipo de Nemegtia barsboldi. O nome do gênero se refere à Bacia de Nemegt e o nome específico homenageia o paleontólogo mongol Rinchen Barsbold, líder da equipe que encontrou o espécime. Em 2005, os descritores descobriram (depois de serem notificados por um biólogo) que o nome Nemegtia já havia sido usado para um gênero de camarão de água doce (Ostracoda) da mesma formação em 1978 e, portanto, era um homônimo. Em vez disso, eles propuseram o novo nome do gênero Nemegtomaia (“maia” significa “boa mãe” em grego, e o nome completo significa “boa mãe do Nemegt”), fazendo referência à descoberta então recente de que os oviraptorídeos incubavam ovos em vez de roubá-los, embora nenhum vestígio de ninho ou ovos tenha sido encontrado associado ao próprio Nemegtomaia. O primeiro membro conhecido da família dos oviraptorídeos foi encontrado com um ninho de ovos que originalmente se acreditava pertencer ao gênero ceratopsiano Protoceratops e, por isso, foi batizado de Oviraptor em 1924; esse nome significa “destruidor de ovos”. Na década de 1990, foram descobertos mais espécimes de oviraptorídeos associados a ninhos e ovos, nos quais foram encontrados embriões de oviraptorídeos, provando assim que os ovos pertenciam aos próprios oviraptorídeos. Ingenia foi renomeado de forma semelhante como Heyuannia em 2013, uma vez que o nome do gênero anterior era utilizado por uma lombriga (Nematoda).

### Espécimes atribuídos

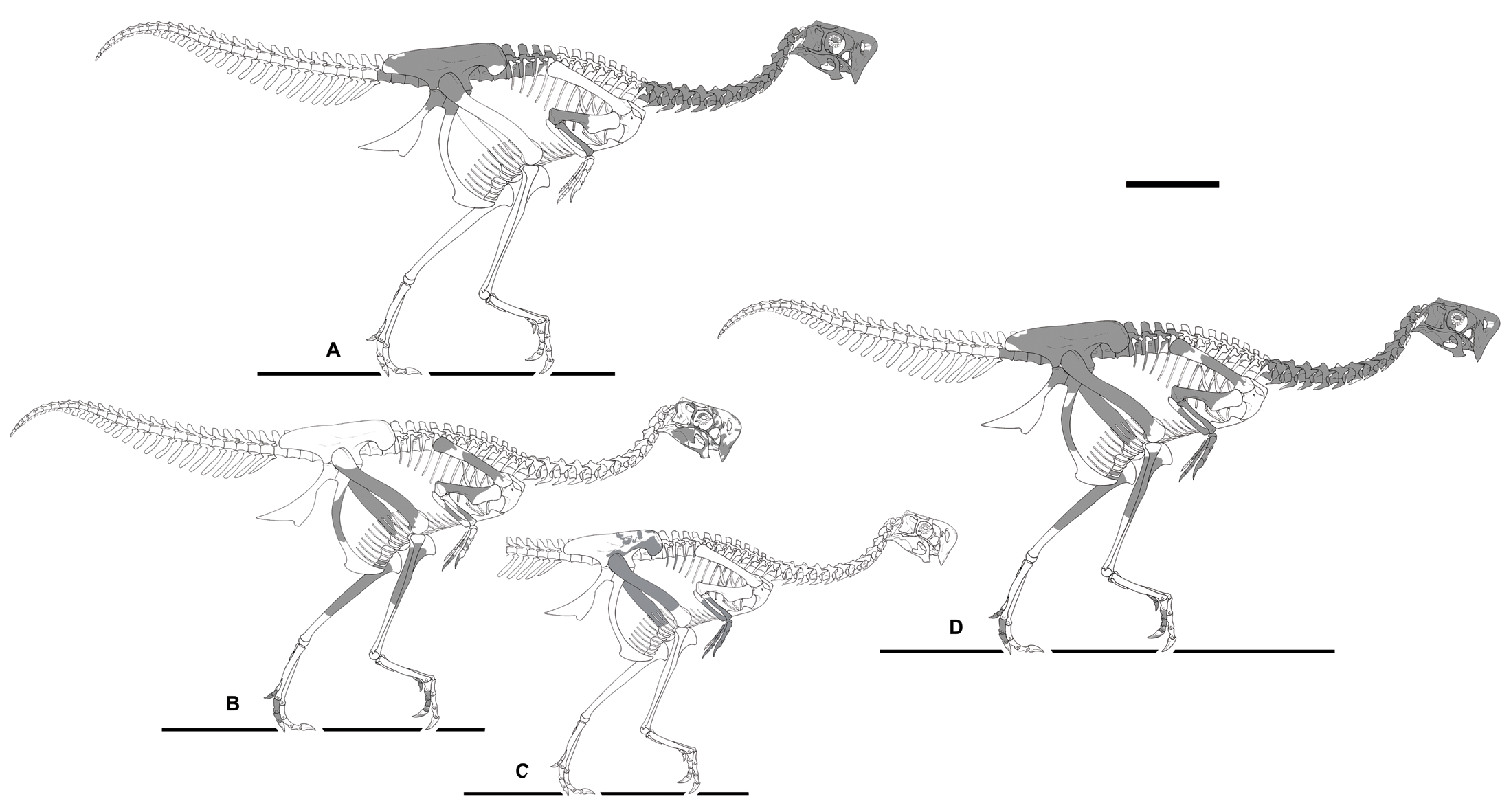
Diagramas do esqueleto mostrando os elementos preservados dos três espécimes conhecidos em cinza

Em 2007, dois novos espécimes de Nemegtomaia foram encontrados pela expedição “Dinossauros do Deserto de Gobi” e descritos pelo paleontólogo italiano Federico Fanti e colegas em 2013. O primeiro espécime, MPC-D 107/15, foi encontrado por Fanti (que o apelidou de “Mary”) na Formação Barun Goyot, e consiste em um ninho com o suposto progenitor no topo. Como o quarto gênero de oviraptorídeo encontrado no topo de um ninho (depois de Oviraptor, Citipati e cf. Machairasaurus [en]), Nemegtomaia recebeu, portanto, um nome de gênero referente a essa característica antes de ser encontrado associado a ovos. O espécime foi escavado em um penhasco vertical sob “circunstâncias difíceis”, incluindo chuva forte e desmoronamento de blocos de arenito.
O esqueleto do ninho preserva partes do crânio, ambas as escápulas, o braço e a mão esquerdos, o úmero direito, os ossos púbicos, os ísquios, os fêmures, as tíbias, as fíbulas e as porções inferiores de ambos os pés. Esse espécime foi encontrado a menos de 500 m do holótipo e tinha o mesmo tamanho; foi atribuído a Nemegtomaia devido às suas características anatômicas semelhantes e à proximidade geográfica. Ele foi coletado em um único bloco para que a relação espacial dos ossos e ovos fosse preservada. O segundo espécime, MPC-D 107/16, foi encontrado pelo paleontólogo americano Nicholas R. Longrich na Formação Nemegt e consiste nas mãos, uma ulna e um rádio esquerdos parciais, costelas, uma pélvis parcial e ambos os fêmures. Esse espécime era 35% menor do que os outros e foi atribuído ao Nemegtomaia devido ao fato de suas mãos terem as mesmas características que as do espécime MPC-D 107/15. É possível que as mãos tenham pertencido a um indivíduo diferente, pois não foram encontradas articuladas com o restante do esqueleto (outros oviraptorídeos são conhecidos de pedreiras com vários esqueletos), mas isso não pode ser confirmado.

## Descrição

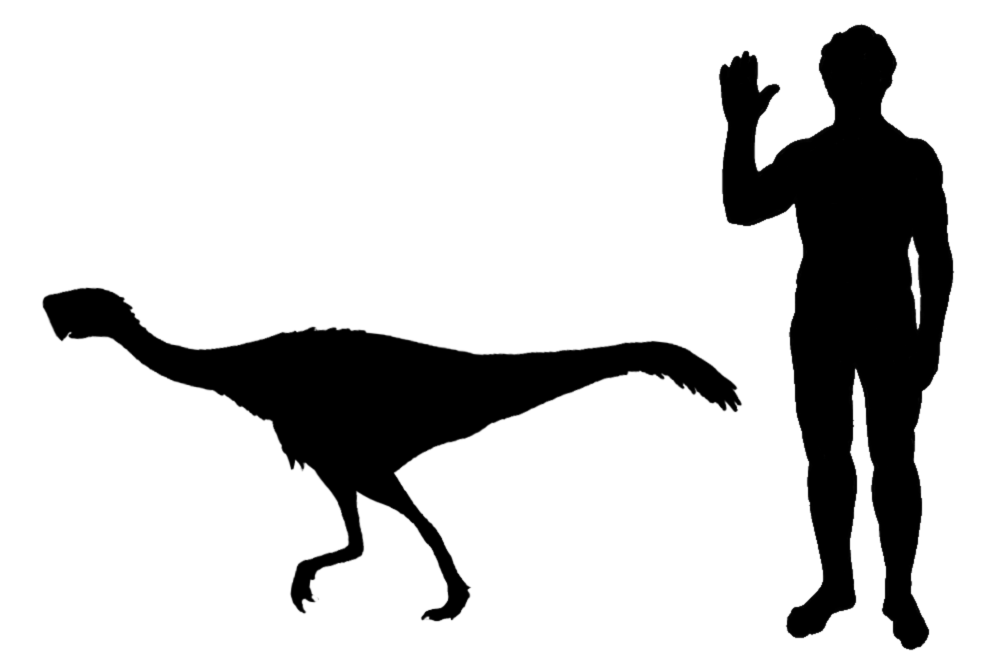
Tamanho comparado ao de um ser humano

Estima-se que o Nemegtomaia tivesse cerca de 2 m de comprimento e pesasse 40 kg, um tamanho extrapolado a partir de parentes mais completamente conhecidos. Como um oviraptorossauro, ele teria tido penas. Embora o Nemegtomaia não possua nenhuma característica única que o distinga de outros oviraptorídeos (autapomorfias), a combinação de uma crista, um primeiro dedo aumentado e um grande número de vértebras sacrais (oito) é exclusiva desse táxon.

### Crânio

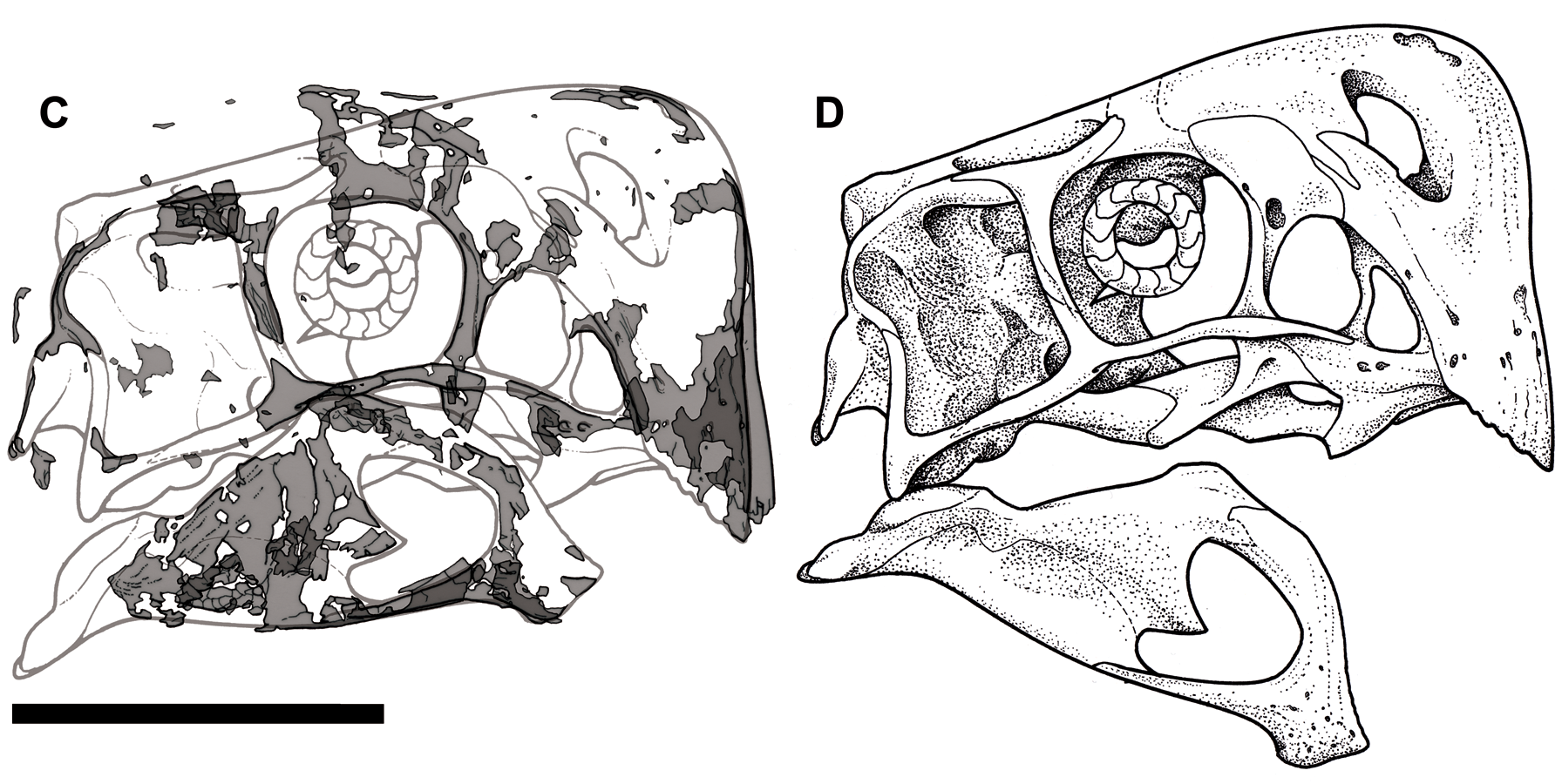
Partes preservadas e reconstrução do crânio do espécime MPC-D 107/15

O crânio do Nemegtomaia era profundo, estreito e curto (em comparação com o resto do corpo) e atingia 179 mm de comprimento. Ele tinha uma crista bem desenvolvida, formada pelos ossos nasais e pré-maxila (principalmente o último) do focinho. A margem frontal quase vertical da crista do holótipo formava um ângulo de quase 90 graus com a margem superior do crânio. Em comparação com outros oviraptorídeos, os processos nasais (projeções) das pré-maxilas eram pouco visíveis quando vistos de cima (onde se conectavam com os ossos nasais nos pontos mais altos da crista). A crista se estendia para trás e para baixo, formando um arco redondo no ponto mais alto. O diâmetro da órbita (abertura dos olhos) era de 52 mm; os olhos pareciam grandes devido à baixa estatura do crânio. A cavidade anterorbital na frente do olho consistia em duas fenestras (aberturas); uma grande fenestra anterorbital na parte posterior e uma pequena fenestra maxilar na parte anterior. O Nemegtomaia era diferente de outros oviraptorídeos pelo fato de o osso frontal na linha média do crânio ter cerca de 25% do comprimento do osso parietal da frente para trás. As narinas eram relativamente pequenas e localizadas no alto do crânio.
As mandíbulas do Nemegtomaia eram desdentadas e, assim como outros dinossauros oviraptorídeos, ele tinha um focinho curto com um bico profundo, robusto e parecido com o de um papagaio. Tinha um palato duro formado pelas pré-maxilas, vômer e maxilas, como outros oviraptorídeos. O palato era fortemente côncavo (projetado para baixo) e tinha uma fenda na parte central. Como em outros oviraptorídeos, ele tinha um par de projeções semelhantes a dentes no palato que eram direcionadas para baixo (uma característica que foi chamada de “pseudo-dentes”). O Nemegtomaia tinha pequenos forames (aberturas) nas laterais da sutura (junção) entre as pré-maxilas na frente do focinho, que podem ter sido aberturas de nutrientes (e que indicam a presença de um bico queratinoso). A mandíbula inferior era curta e profunda, com uma superfície inferior convexa e atingia 153 mm de comprimento. O osso dentário da mandíbula inferior alcançava 50 mm em seu ponto mais alto. A sínfise mandibular (onde as duas metades da mandíbula inferior se conectam) era curta, profunda e muito pneumatizada (com espaços de ar). A fenestra mandibular era grande e estava localizada na parte frontal da mandíbula inferior. Como na maioria dos outros oviraptorídeos, a parte frontal da mandíbula inferior era voltada para baixo.

### Esqueleto pós-craniano

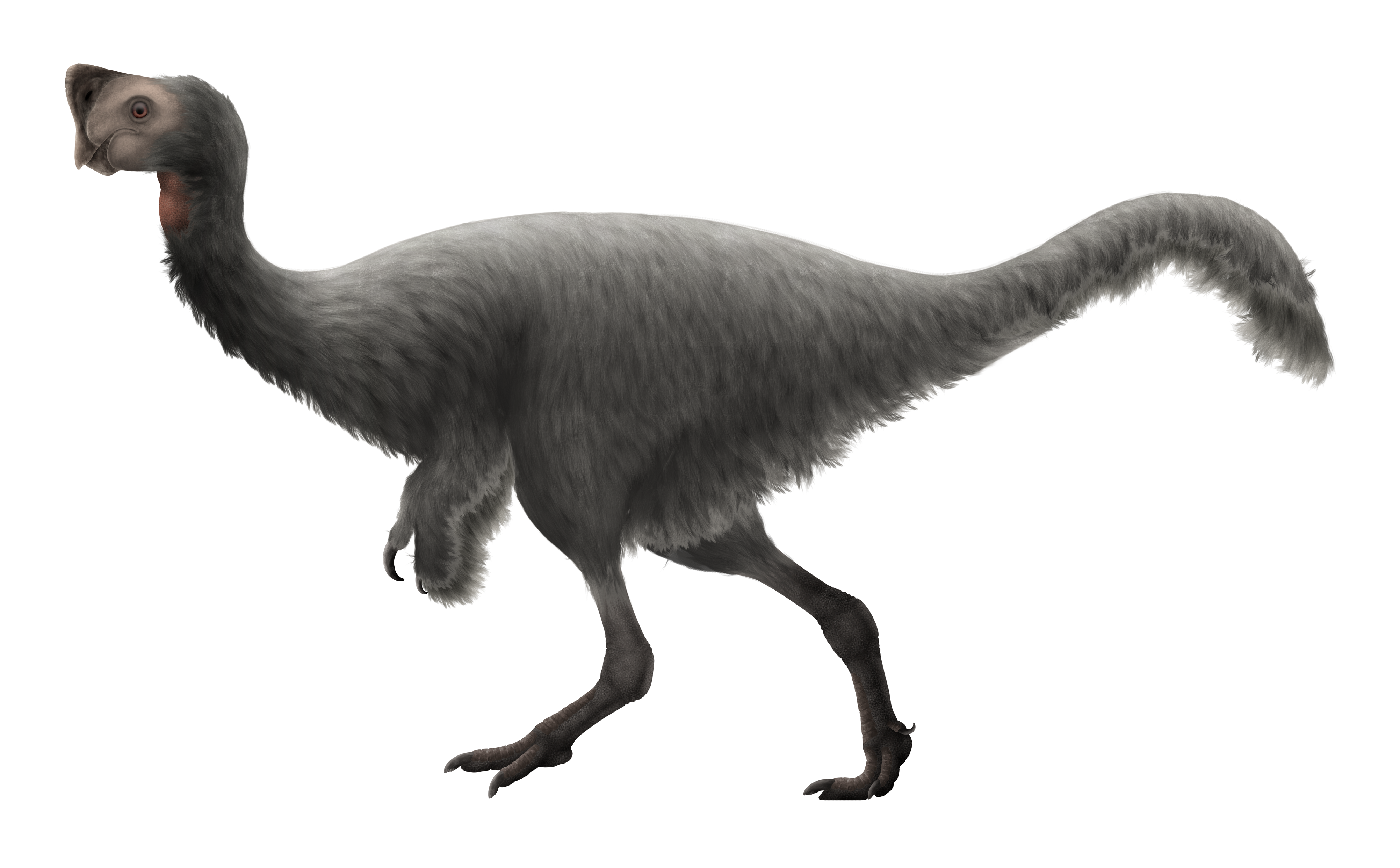
Restauração da vida.

As espinhas neurais das vértebras do pescoço (cervicais) eram curtas e os arcos neurais tinham uma aparência em forma de “x”. As três vértebras do meio eram as maiores. A escápula (omoplata) parece ter 185 mm de comprimento total. O úmero (osso do braço) tinha uma fossa (depressão) em uma posição semelhante à das aves modernas, mas atípica entre os oviraptorossauros, e parece ter 152 mm de comprimento. O rádio do antebraço era reto, oval em seção transversal e podia ter 144 mm de comprimento. O primeiro dedo era relativamente grande e tinha uma forte ungueal (osso da garra), além de ser mais maciço do que os outros dois dedos. O segundo dedo era um pouco mais longo que o primeiro e o terceiro era o menor. A margem superior do ílio da pelve era reta e, embora ambos os ílios estivessem próximos um do outro, não estavam fundidos. O eixo púbico estava virado para trás. Estima-se que o fêmur (osso da coxa) tinha 286 mm de comprimento e a tíbia da perna tinha 317 mm (12 pol.).

## Classificação

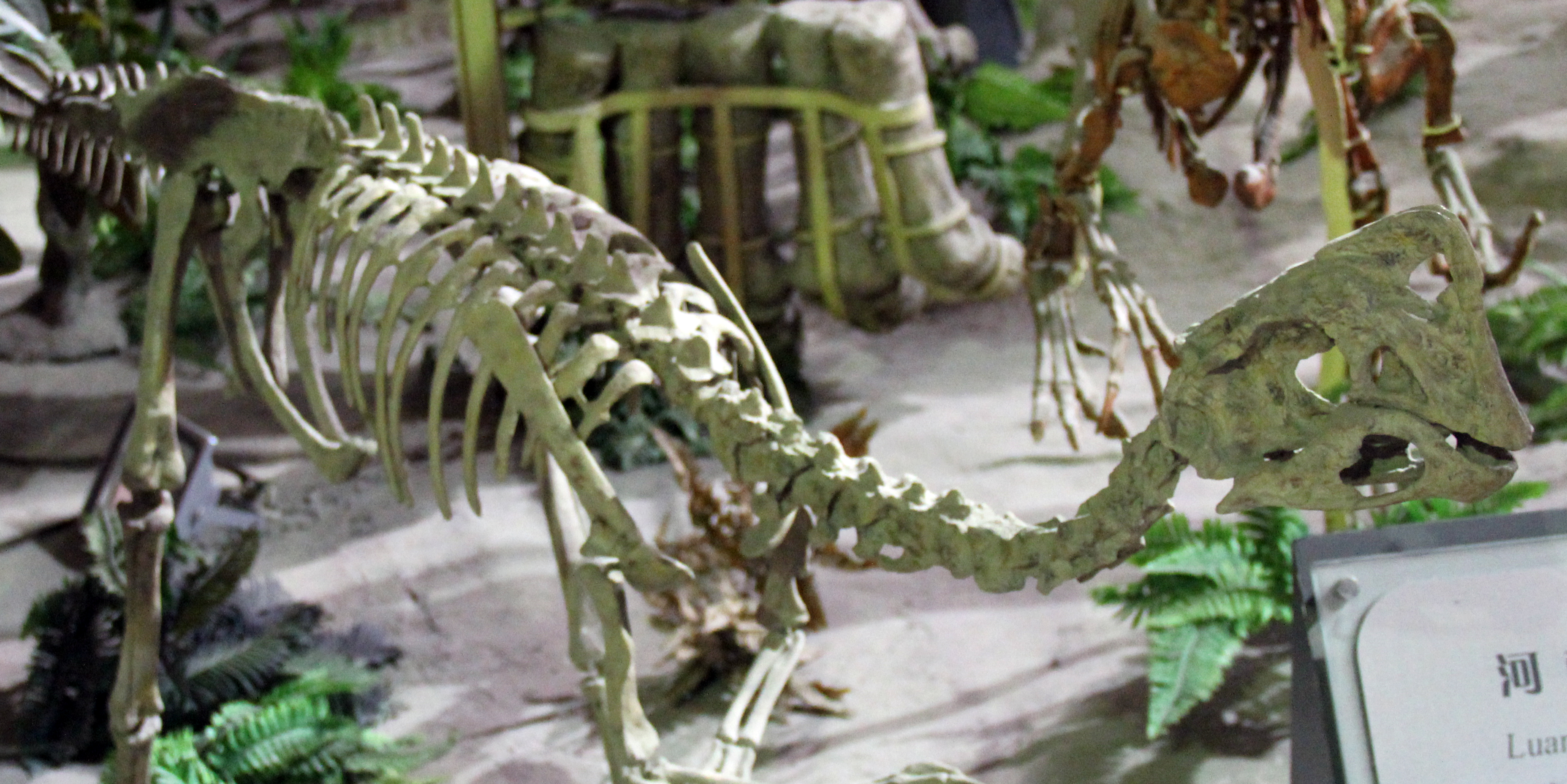
Esqueleto reconstruído no Museu de Henan

Em sua análise filogenética de 2004, Lü e seus colegas classificaram o Nemegtomaia como um oviraptorossauro derivado (ou “avançado”) e descobriram que ele estava mais intimamente relacionado ao gênero Citipati. Em 2010, Longrich e seus colegas determinaram que o Nemegtomaia pertencia à família Oviraptoridae, como parte da subfamília Ingeniinae, tornando-o o único membro do último grupo com uma crista proeminente. Todos os membros da outra subfamília reconhecida, Oviraptorinae, possuem cristas. Os membros dessa subfamília foram distinguidos pelo tamanho menor, membros anteriores curtos e robustos com garras fracamente curvadas, o número de vértebras no sinsacro, bem como certas características dos pés e da pélvis. Longrich e seus colegas sugeriram que a presença de uma crista no Nemegtomaia torna possível que essa característica tenha evoluído ou desaparecido várias vezes entre os oviraptorídeos, ou que o animal possa não ter sido da subfamília Ingeniinae. Em 2010, o paleontólogo americano Gregory S. Paul sugeriu que os oviraptorídeos sem crista eram filhotes ou fêmeas de espécies com crista e que o número de gêneros no grupo era, portanto, exagerado. Ele listou Nemegtomaia como "Citipati (=Nemegtomaia) barsboldi", considerando-o muito semelhante a esse gênero, mas em 2016, em vez disso, ele o listou como "Conchoraptor (=Nemegtomaia) barsboldi".
Em 2012, Fanti e colegas também consideraram que Nemegtomaia fazia parte de Ingeniinae como um membro derivado, mais próximo de Heyuannia, devido às proporções das mãos dos dois novos espécimes (relativamente curtas com um primeiro dedo robusto). Eles afirmaram que, embora a presença de cristas seja geralmente associada aos membros da subfamília Oviraptorinae em vez de membros da subfamília Ingeniinae, a característica pode estar correlacionada com tamanho e maturidade. Eles apontaram que os ossos nasais e frontais do Conchoraptor da subfamília Ingeniinae eram pneumáticos e poderiam ter crescido em uma crista à medida que o animal amadurecia, embora todos os esqueletos conhecidos desse gênero sejam do mesmo tamanho pequeno (e um espécime parece ter sido totalmente crescido). O nome da subfamília Ingeniinae foi substituído pelo nome Heyuanninae (uma vez que Ingenia era homônimo). O cladograma abaixo mostra a colocação de Nemegtomaia dentro de Oviraptoridae, de acordo com Fanti et al, 2012:

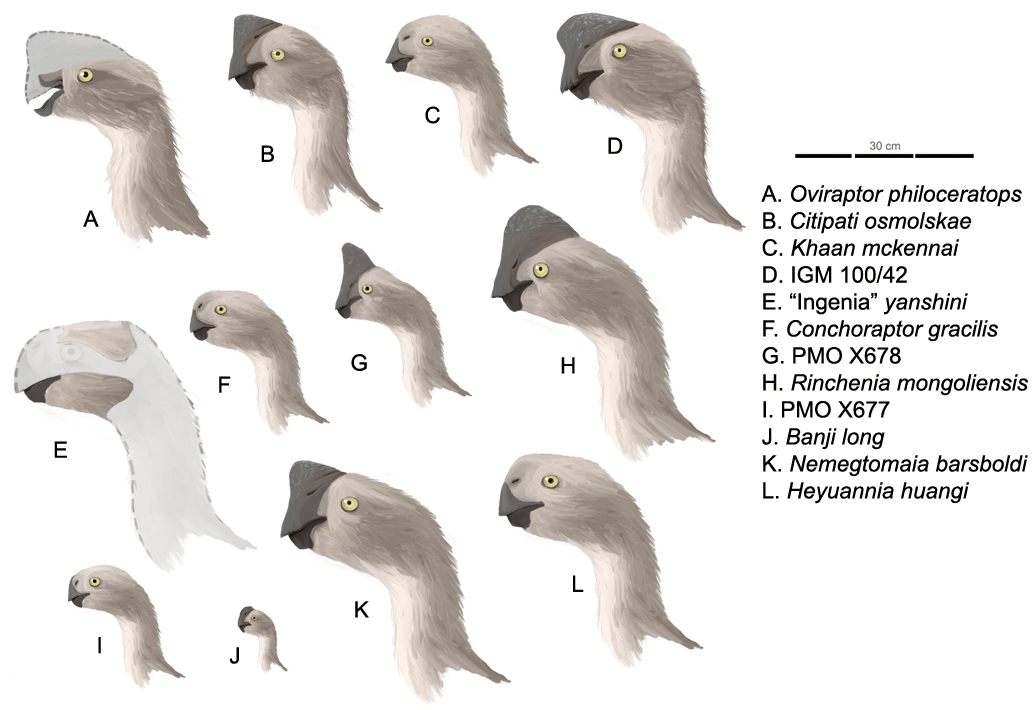
Restaurações de cabeças de oviraptorídeos mostradas em escala; K (parte inferior central) é Nemegtomaia

|  | Rinchenia [en] |
|  |                |
|  | Citipati       |
|  |                |

|         | Ingenia (=Ajancingenia)                                   |
|         |                                                           |
| unnamed | \| \| Nemegtomaia \| \| \| \| \| \| Heyuannia \| \| \| \| |
|         | \| \| Nemegtomaia \| \| \| \| \| \| Heyuannia \| \| \| \| |
|         | Nemegtomaia                                               |
|         |                                                           |
|         | Heyuannia                                                 |
|         |                                                           |

|  | Nemegtomaia |
|  |             |
|  | Heyuannia   |
|  |             |

|         | Ingenia (=Ajancingenia)                                   |
|         |                                                           |
| unnamed | \| \| Nemegtomaia \| \| \| \| \| \| Heyuannia \| \| \| \| |
|         | \| \| Nemegtomaia \| \| \| \| \| \| Heyuannia \| \| \| \| |
|         | Nemegtomaia                                               |
|         |                                                           |
|         | Heyuannia                                                 |
|         |                                                           |

|  | Nemegtomaia |
|  |             |
|  | Heyuannia   |
|  |             |

|         | Ingenia (=Ajancingenia)                                   |
|         |                                                           |
| unnamed | \| \| Nemegtomaia \| \| \| \| \| \| Heyuannia \| \| \| \| |
|         | \| \| Nemegtomaia \| \| \| \| \| \| Heyuannia \| \| \| \| |
|         | Nemegtomaia                                               |
|         |                                                           |
|         | Heyuannia                                                 |
|         |                                                           |

|  | Nemegtomaia |
|  |             |
|  | Heyuannia   |
|  |             |

|         | Ingenia (=Ajancingenia)                                   |
|         |                                                           |
| unnamed | \| \| Nemegtomaia \| \| \| \| \| \| Heyuannia \| \| \| \| |
|         | \| \| Nemegtomaia \| \| \| \| \| \| Heyuannia \| \| \| \| |
|         | Nemegtomaia                                               |
|         |                                                           |
|         | Heyuannia                                                 |
|         |                                                           |

|  | Nemegtomaia |
|  |             |
|  | Heyuannia   |
|  |             |

|         | Ingenia (=Ajancingenia)                                   |
|         |                                                           |
| unnamed | \| \| Nemegtomaia \| \| \| \| \| \| Heyuannia \| \| \| \| |
|         | \| \| Nemegtomaia \| \| \| \| \| \| Heyuannia \| \| \| \| |
|         | Nemegtomaia                                               |
|         |                                                           |
|         | Heyuannia                                                 |
|         |                                                           |

|  | Nemegtomaia |
|  |             |
|  | Heyuannia   |
|  |             |

|         | Ingenia (=Ajancingenia)                                   |
|         |                                                           |
| unnamed | \| \| Nemegtomaia \| \| \| \| \| \| Heyuannia \| \| \| \| |
|         | \| \| Nemegtomaia \| \| \| \| \| \| Heyuannia \| \| \| \| |
|         | Nemegtomaia                                               |
|         |                                                           |
|         | Heyuannia                                                 |
|         |                                                           |

|  | Nemegtomaia |
|  |             |
|  | Heyuannia   |
|  |             |

|         | Ingenia (=Ajancingenia)                                   |
|         |                                                           |
| unnamed | \| \| Nemegtomaia \| \| \| \| \| \| Heyuannia \| \| \| \| |
|         | \| \| Nemegtomaia \| \| \| \| \| \| Heyuannia \| \| \| \| |
|         | Nemegtomaia                                               |
|         |                                                           |
|         | Heyuannia                                                 |
|         |                                                           |

|  | Nemegtomaia |
|  |             |
|  | Heyuannia   |
|  |             |

|         | Ingenia (=Ajancingenia)                                   |
|         |                                                           |
| unnamed | \| \| Nemegtomaia \| \| \| \| \| \| Heyuannia \| \| \| \| |
|         | \| \| Nemegtomaia \| \| \| \| \| \| Heyuannia \| \| \| \| |
|         | Nemegtomaia                                               |
|         |                                                           |
|         | Heyuannia                                                 |
|         |                                                           |

|  | Nemegtomaia |
|  |             |
|  | Heyuannia   |
|  |             |

|  | Rinchenia [en] |
|  |                |
|  | Citipati       |
|  |                |

|         | Ingenia (=Ajancingenia)                                   |
|         |                                                           |
| unnamed | \| \| Nemegtomaia \| \| \| \| \| \| Heyuannia \| \| \| \| |
|         | \| \| Nemegtomaia \| \| \| \| \| \| Heyuannia \| \| \| \| |
|         | Nemegtomaia                                               |
|         |                                                           |
|         | Heyuannia                                                 |
|         |                                                           |

|  | Nemegtomaia |
|  |             |
|  | Heyuannia   |
|  |             |

|         | Ingenia (=Ajancingenia)                                   |
|         |                                                           |
| unnamed | \| \| Nemegtomaia \| \| \| \| \| \| Heyuannia \| \| \| \| |
|         | \| \| Nemegtomaia \| \| \| \| \| \| Heyuannia \| \| \| \| |
|         | Nemegtomaia                                               |
|         |                                                           |
|         | Heyuannia                                                 |
|         |                                                           |

|  | Nemegtomaia |
|  |             |
|  | Heyuannia   |
|  |             |

|         | Ingenia (=Ajancingenia)                                   |
|         |                                                           |
| unnamed | \| \| Nemegtomaia \| \| \| \| \| \| Heyuannia \| \| \| \| |
|         | \| \| Nemegtomaia \| \| \| \| \| \| Heyuannia \| \| \| \| |
|         | Nemegtomaia                                               |
|         |                                                           |
|         | Heyuannia                                                 |
|         |                                                           |

|  | Nemegtomaia |
|  |             |
|  | Heyuannia   |
|  |             |

|         | Ingenia (=Ajancingenia)                                   |
|         |                                                           |
| unnamed | \| \| Nemegtomaia \| \| \| \| \| \| Heyuannia \| \| \| \| |
|         | \| \| Nemegtomaia \| \| \| \| \| \| Heyuannia \| \| \| \| |
|         | Nemegtomaia                                               |
|         |                                                           |
|         | Heyuannia                                                 |
|         |                                                           |

|  | Nemegtomaia |
|  |             |
|  | Heyuannia   |
|  |             |

|         | Ingenia (=Ajancingenia)                                   |
|         |                                                           |
| unnamed | \| \| Nemegtomaia \| \| \| \| \| \| Heyuannia \| \| \| \| |
|         | \| \| Nemegtomaia \| \| \| \| \| \| Heyuannia \| \| \| \| |
|         | Nemegtomaia                                               |
|         |                                                           |
|         | Heyuannia                                                 |
|         |                                                           |

|  | Nemegtomaia |
|  |             |
|  | Heyuannia   |
|  |             |

|         | Ingenia (=Ajancingenia)                                   |
|         |                                                           |
| unnamed | \| \| Nemegtomaia \| \| \| \| \| \| Heyuannia \| \| \| \| |
|         | \| \| Nemegtomaia \| \| \| \| \| \| Heyuannia \| \| \| \| |
|         | Nemegtomaia                                               |
|         |                                                           |
|         | Heyuannia                                                 |
|         |                                                           |

|  | Nemegtomaia |
|  |             |
|  | Heyuannia   |
|  |             |

|         | Ingenia (=Ajancingenia)                                   |
|         |                                                           |
| unnamed | \| \| Nemegtomaia \| \| \| \| \| \| Heyuannia \| \| \| \| |
|         | \| \| Nemegtomaia \| \| \| \| \| \| Heyuannia \| \| \| \| |
|         | Nemegtomaia                                               |
|         |                                                           |
|         | Heyuannia                                                 |
|         |                                                           |

|  | Nemegtomaia |
|  |             |
|  | Heyuannia   |
|  |             |

|         | Ingenia (=Ajancingenia)                                   |
|         |                                                           |
| unnamed | \| \| Nemegtomaia \| \| \| \| \| \| Heyuannia \| \| \| \| |
|         | \| \| Nemegtomaia \| \| \| \| \| \| Heyuannia \| \| \| \| |
|         | Nemegtomaia                                               |
|         |                                                           |
|         | Heyuannia                                                 |
|         |                                                           |

|  | Nemegtomaia |
|  |             |
|  | Heyuannia   |
|  |             |

### Evolução

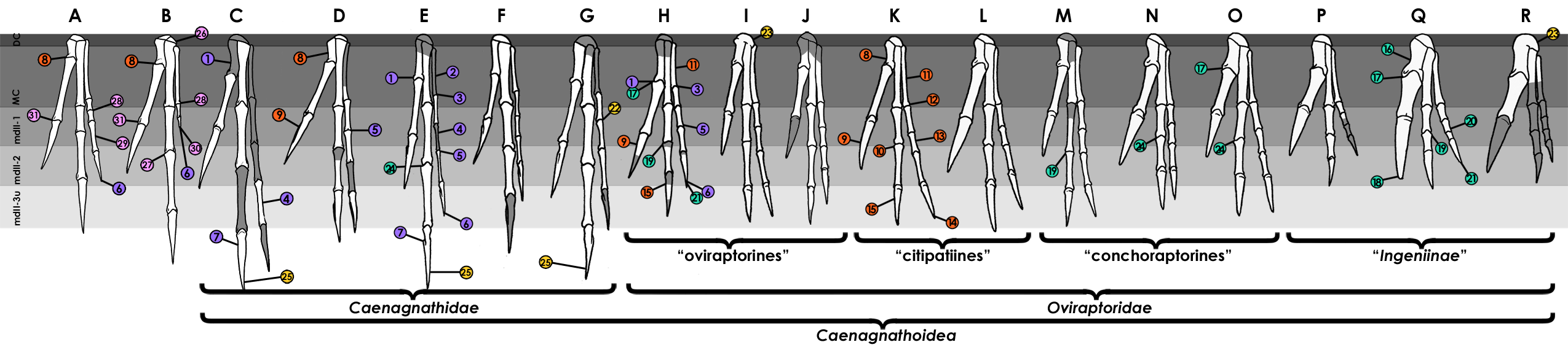
Ossos da mão de oviraptorossauros comparados; P (extrema direita) é a mão de Nemegtomaia, agrupada em Ingeniinae (=Heyuanninae).

O clado Oviraptorosauria é geralmente considerado como um grupo de dinossauros terópodes não aviários, e sua semelhança com as aves tem sido frequentemente observada. Os fósseis de oviraptorossauros da família Caenagnathidae têm sido historicamente confundidos com os de aves, e alguns pesquisadores chegaram ao ponto de considerar os oviraptorossauros como um todo mais intimamente relacionados às aves do que a outros dinossauros não aviários. Em 2002, Lü e seus colegas usaram o Nemegtomaia, então sem nome, para mostrar as semelhanças entre as aves e os oviraptorossauros, e descobriram que o último grupo era mais próximo das aves do que dos dinossauros semelhantes às aves, como os dinossauros da família Dromaeosauridae. Portanto, eles concluíram que os oviraptorossauros eram aves não voadoras e não dinossauros não aviários, e observaram que a fronteira entre aves e dinossauros estava se tornando cada vez mais difícil de delinear. Outros pesquisadores, em vez disso, descobriram que os dinossauros das famílias Dromaeosauridae e Troodontidae são os mais intimamente relacionados às aves, formando juntos o grupo Paraves; os oviraptorossauros, os terizinossauros e os alvarezossauros estão fora desse grupo. O grupo mais amplo, que inclui os oviraptorossauros e os Paraves, é chamado Maniraptora.
Os oviraptorossauros são conhecidos da Ásia (onde podem ter se originado) e da América do Norte, e são conhecidos principalmente de depósitos que datam das eras Campaniana-Maastrichtiana do período Cretáceo. O grupo inclui membros de pequeno a grande porte e é caracterizado por seus crânios e bicos curtos, dedos alongados e caudas curtas. Os membros basais (ou “primitivos”) tinham dentes, que desapareceram nos membros derivados do grupo (aqueles da superfamília Caenagnathoidea, que inclui os Oviraptoridae). Eles eram pelo menos parcialmente herbívoros e criavam seus ninhos em uma postura semelhante à das aves. Embora se pense que todos eles tinham penas, parece que não voavam. As cristas cranianas parecem ter evoluído de forma convergente em diferentes linhagens dentro do grupo. A família Oviraptoridae (à qual pertence Nemegtomaia) consistia em membros geralmente pequenos e é conhecida exclusivamente do Cretáceo Superior da Ásia, com a maioria dos gêneros tendo sido descoberta no deserto de Gobi, na Mongólia e na China. Incluindo Nemegtomaia, pelo menos nove gêneros de oviraptorídeos foram descobertos em uma área geográfica relativamente pequena no deserto de Gobi.

## Paleobiologia

### Reprodução

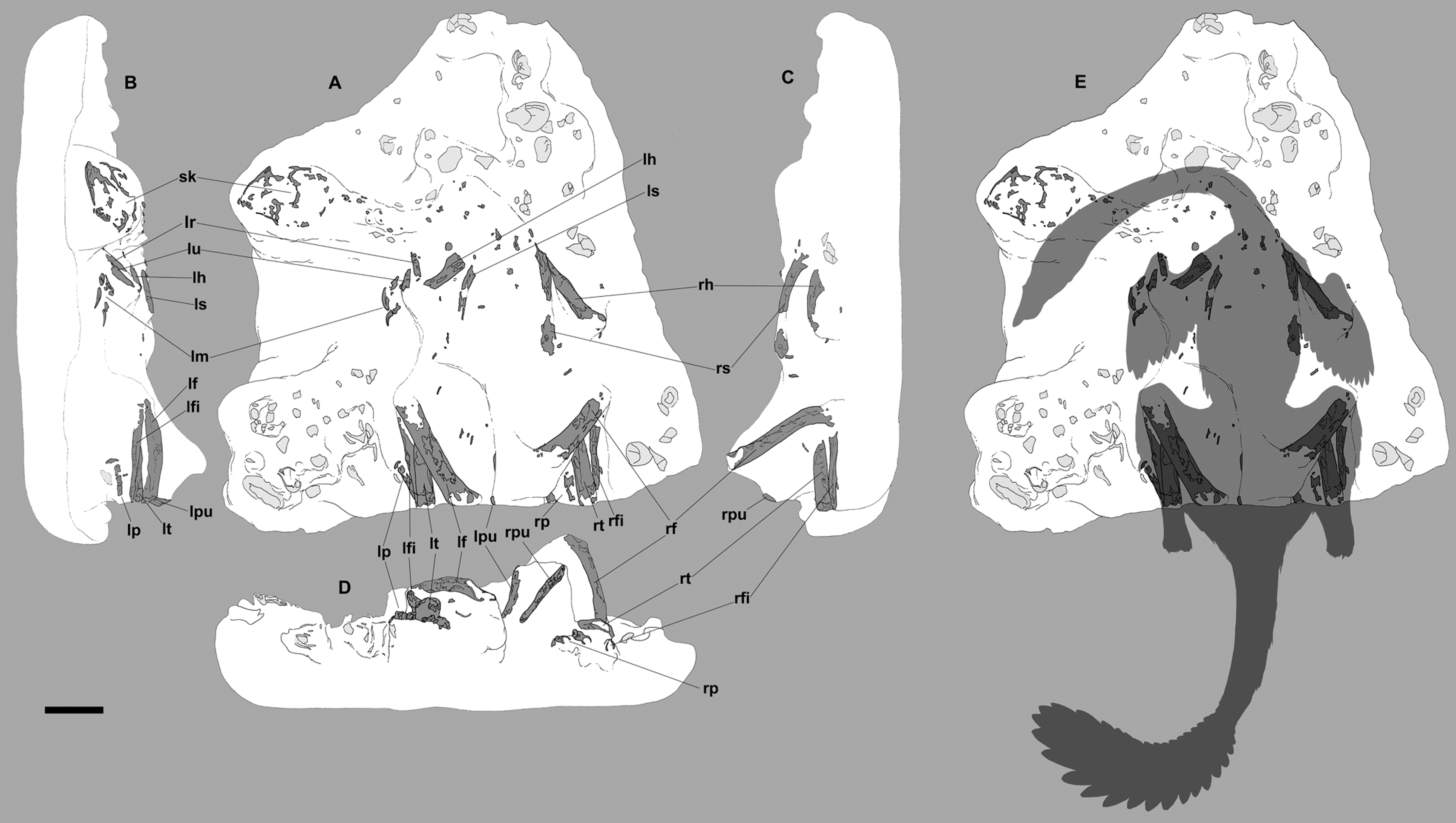
Diagrama mostrando os restos e o contorno do corpo do espécime de nidificação

O espécime de Nemegtomaia MPC-D 107/15 foi encontrado associado a um ninho com ovos; seus pés foram colocados no centro do que provavelmente era um anel de ovos, com os braços dobrados sobre os topos dos ovos em cada lado do corpo, uma postura semelhante à observada em outros fósseis de oviraptorídeos incubando ovos. A parte coletada do ninho tem cerca de 90 cm de largura e 100 cm de comprimento; o esqueleto ocupa os 25 cm superiores do bloco, enquanto os 20 cm restantes são ocupados por ovos quebrados e cascas. Não há evidência de material vegetal no ninho, mas há fragmentos de ossos indeterminados. O ninho não preserva nenhum ovo ou embrião completo, o que impede a determinação do tamanho, forma, número e disposição dos ovos no ninho. É provável que houvesse originalmente duas camadas de ovos abaixo do corpo, e não parece ter havido ovos no centro do ninho. A maioria dos ovos (sete ovos distintos foram identificados) e fragmentos de ovos foram recuperados na camada inferior do ninho ou sob o crânio, o pescoço e os membros do espécime, e os ossos repousavam diretamente sobre os ovos ou estavam a 5 mm de suas superfícies. O fato de o esqueleto estar posicionado diretamente sobre ele mostra que o ninho não estava completamente coberto por areia. Embora a colocação dos ovos não sugira uma disposição específica no ninho, a maioria dos outros ninhos de oviraptorídeos mostra que os ovos foram dispostos em pares em até três níveis de círculos concêntricos. Os ovos do MPC-D 107/15 foram, portanto, provavelmente deslocados durante o sepultamento ou por fatores externos, como ventos fortes, tempestades de areia ou predadores. Isso também corrobora a ideia de que a camada superior dos ovos não foi enterrada, pois os ovos totalmente enterrados teriam menos probabilidade de serem transportados por fatores externos.

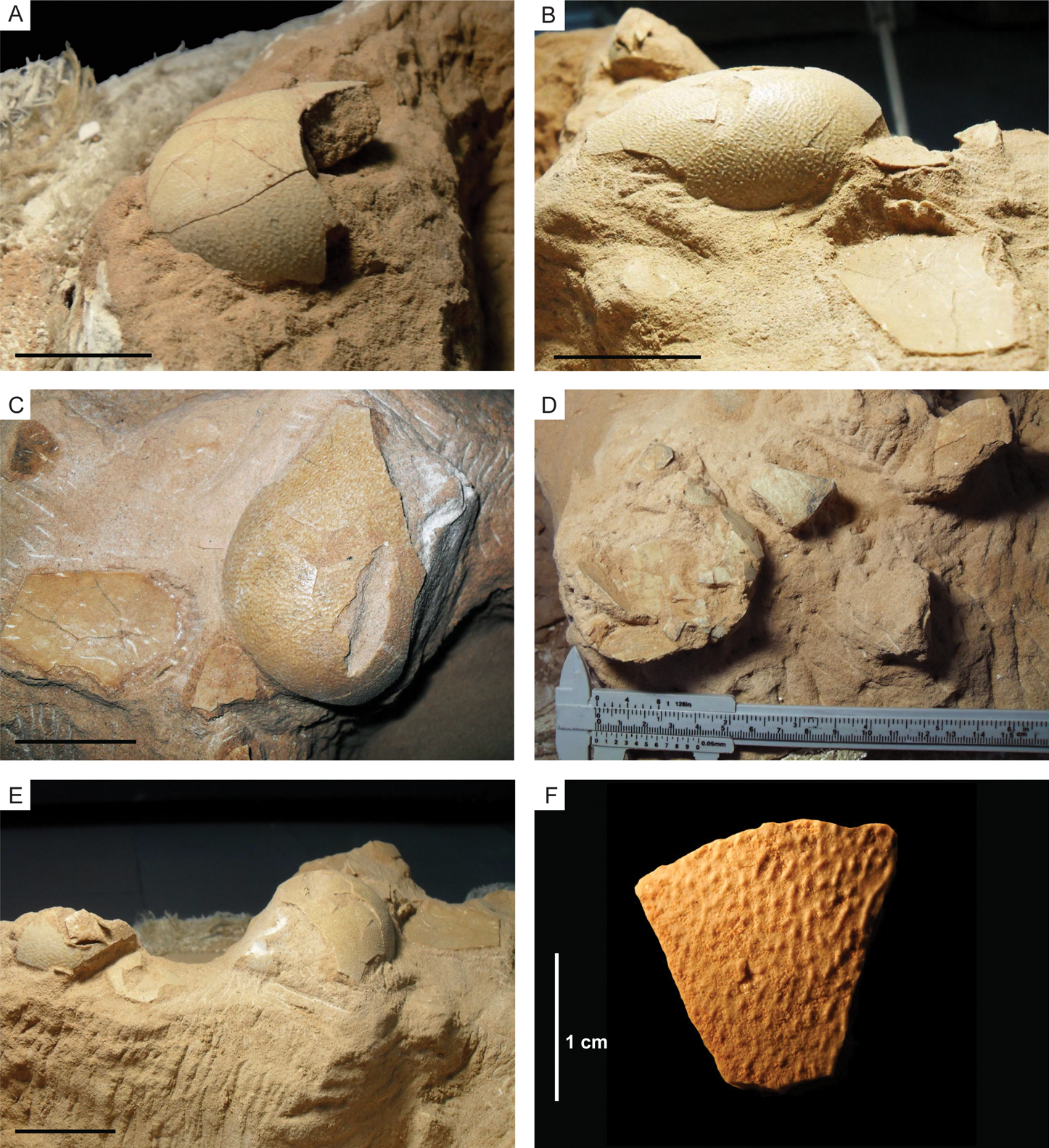
Detalhes dos ovos preservados com o espécime de nidificação

Os ovos de oviraptorídeos parecem ter tido, em média, 17 cm de comprimento, e os ovos mais completos encontrados com o MPC-D 107/15 devem ter tido de 5 a 6 cm de largura e de 14 a 16 cm de comprimento quando intactos. Os ovos são quase idênticos a alguns que foram encontrados anteriormente na Mongólia e, portanto, foram atribuídos à família Elongatoolithidae [en]. As cascas dos ovos são relativamente finas, entre 1 e 1,2 mm, e sua superfície externa é coberta por cristas e nódulos que se elevam cerca de 0,3 mm acima da casca. A microestrutura das cascas de ovos não pôde ser estudada adequadamente, pois a calcita foi fortemente alterada e recristalizada.
O espécime de nidificação foi encontrado em uma área estratigráfica que indicava que os oviraptorídeos preferiam nidificar perto de riachos que forneciam substrato macio e arenoso e alimentos em ambientes que, de outra forma, eram xéricos (recebendo uma pequena quantidade de umidade). Muitos oviraptorídeos foram encontrados em posições de incubação, o que indica que eles podem ter incubado ovos por períodos relativamente longos, semelhantes aos das aves modernas, como o avestruz, o emu e o bútio-de-peito-preto [en], que incubam ovos por mais de 40 dias com um suprimento limitado de alimento. A nidificação em ambientes desérticos pode ser prejudicial para os adultos que permanecem no ninho durante grande parte do dia, bem como para os ovos e filhotes, devido à hipertermia. A escolha da área de nidificação pode, portanto, ter sido um mecanismo para uma incubação bem-sucedida em condições de calor extremo. Também foi sugerido que a evolução das penas da cauda nos oviraptorossauros foi uma adaptação para sombrear e proteger os ovos em seus ninhos. O fato de o segundo dedo dos oviraptorídeos da subfamília Heyuanninae ter um tamanho reduzido em comparação com o primeiro dedo robusto pode ser explicado por uma mudança de função; pode estar relacionado à presença de longas penas de voo nas asas que estavam presas ao segundo dedo. Essas penas provavelmente eram usadas para proteger os ovos durante a nidificação. Quando o segundo dedo começou a funcionar como um suporte de penas, sua capacidade de agarrar foi reduzida, e essa função foi assumida pelo primeiro dedo, que, portanto, tornou-se mais robusto. O terceiro dedo também teve seu tamanho reduzido, provavelmente porque foi posicionado atrás das penas das asas de uma forma que não seria eficaz para agarrar.

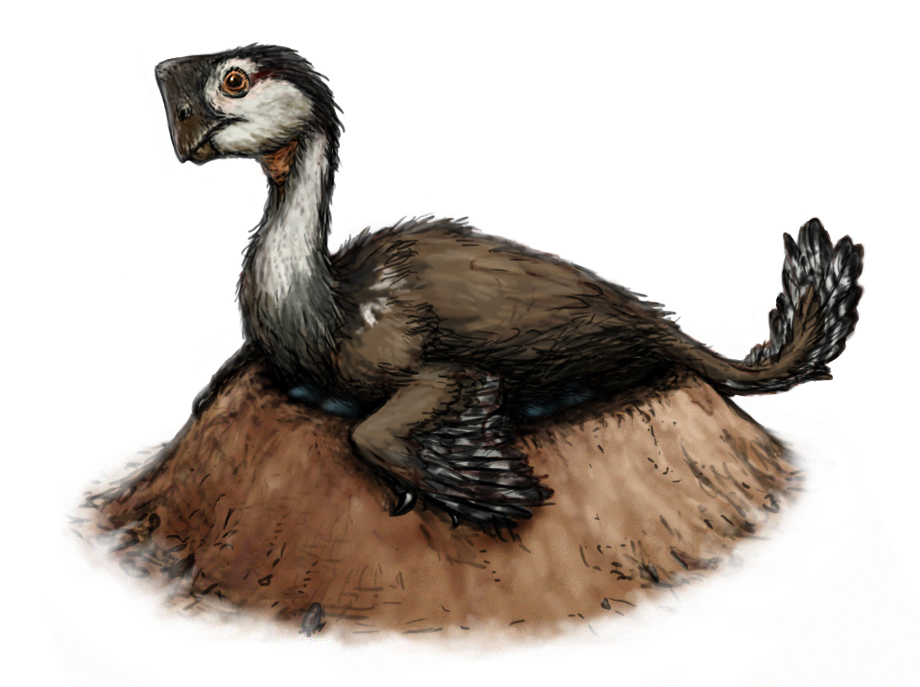
Restauração de um indivíduo que está nidificando

Em 2018, o paleontólogo taiwanês Tzu-Ruei Yang e seus colegas identificaram camadas de cutícula em cascas de ovos de dinossauros maniraptorianos, incluindo oviraptorídeos. Nas aves modernas, essas camadas (que consistem principalmente de lipídios e hidroxiapatita) servem para proteger os ovos contra a desidratação e a invasão de microrganismos. Os pesquisadores sugeriram que os ovos revestidos de cutícula teriam sido uma característica adaptada para aumentar seu sucesso reprodutivo nos ambientes variáveis onde Nemegtomaia e outros oviraptorídeos se aninhavam.
Vários estudos sugeriram que muitos indivíduos reuniam ovos em um único ninho e os organizavam de modo que pudessem ser protegidos por um indivíduo, possivelmente um macho. Em 2010, o paleontólogo americano David J. Varricchio e colegas descobriram que o tamanho relativamente grande da ninhada dos oviraptorídeos e troodontídeos é mais parecido com o dos arcossauros modernos (aves e crocodilianos, os parentes vivos mais próximos dos dinossauros) que praticam o acasalamento poligâmico e o cuidado parental masculino extensivo (como visto em paleognatos como avestruzes e emas). Esse sistema reprodutivo é anterior à origem das aves e, portanto, seria a condição ancestral para as aves modernas, sendo o cuidado biparental (em que ambos os pais participam) um desenvolvimento posterior. Sabe-se que muitos oviraptorossauros tinham pigóstilos na extremidade de suas caudas, o que sugere a presença de leques de penas; o paleontólogo americano W. Scott Persons e colegas sugeriram em 2013 que esses leques poderiam ter sido usados para comunicação intraespecífica, como rituais de cortejo sexual.

### Dieta e alimentação

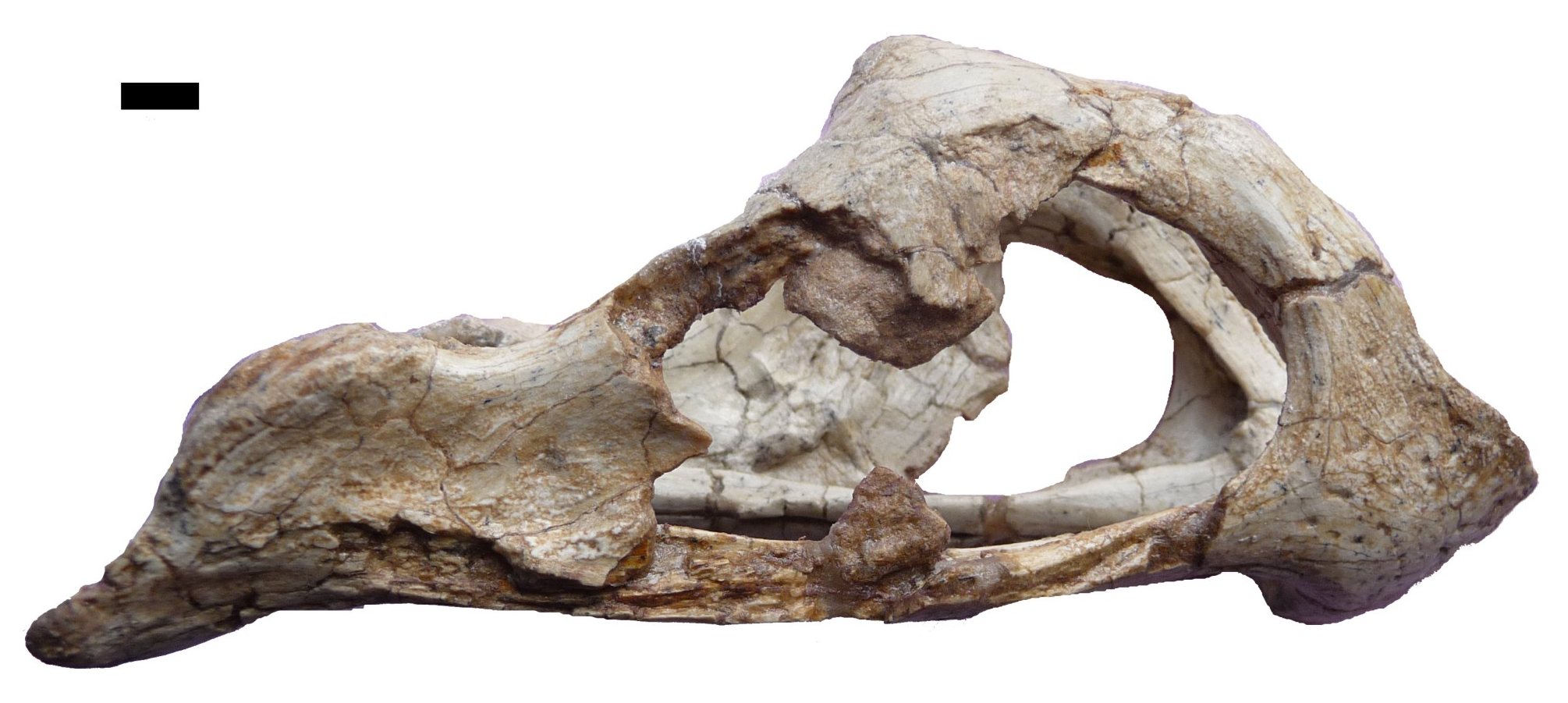
Mandíbula inferior do espécime do holótipo, com o bico à direita

A dieta dos oviraptorídeos tem sido interpretada de várias maneiras desde o momento em que se pensou erroneamente que o Oviraptor era um predador de ovos. Sugeriu-se que os oviraptorossauros como um todo eram herbívoros, o que é apoiado pelos gastrólitos (pedras estomacais) encontrados no Caudipteryx e pelas facetas de desgaste nos dentes do Incisivosaurus [en]. Em 2010, Longrich e seus colegas descobriram que as mandíbulas dos oviraptorídeos tinham características semelhantes às observadas em tetrápodes herbívoros (animais com quatro membros), especialmente as dos dicinodontes, um grupo extinto de mamíferos sinapsídeos. Os oviraptorídeos e os dicinodontes compartilham características como mandíbulas curtas, profundas e sem dentes; sínfises dentárias alongadas; fenestras mandibulares alongadas e uma barra projetada para baixo no palato. Os animais modernos com mandíbulas que se assemelham às dos oviraptorídeos incluem papagaios e tartarugas; o último grupo também tem projeções semelhantes a dentes em suas pré-maxilas.
Longrich e seus colegas concluíram que, devido às semelhanças entre os oviraptorídeos e os animais herbívoros, a maior parte de sua dieta provavelmente era formada por matéria vegetal. Os oviraptorídeos são encontrados em altas frequências nas formações das quais são conhecidos, semelhante ao padrão observado nos dinossauros que são conhecidos por serem herbívoros; esses animais eram mais abundantes do que os dinossauros carnívoros, pois havia mais energia disponível em seu nível trófico inferior na cadeia alimentar. As mandíbulas dos oviraptorídeos podem ter sido especializadas no processamento de alimentos, como a vegetação xerófita (adaptada a ambientes com pouca água), que teria crescido em seu ambiente, mas não é possível demonstrar isso, pois pouco se sabe sobre a flora da área na época. Um estudo de 2013 realizado por Lü e colegas constatou que os oviraptorídeos parecem ter mantido as proporções de seus membros posteriores durante a ontogenia (crescimento), o que também é um padrão observado principalmente em animais herbívoros. Em 2017, o paleontólogo canadense Gregory F. Funston e colegas sugeriram que as mandíbulas parecidas com as de papagaios dos oviraptorídeos podem indicar uma dieta frugívora que incorporava nozes e sementes.

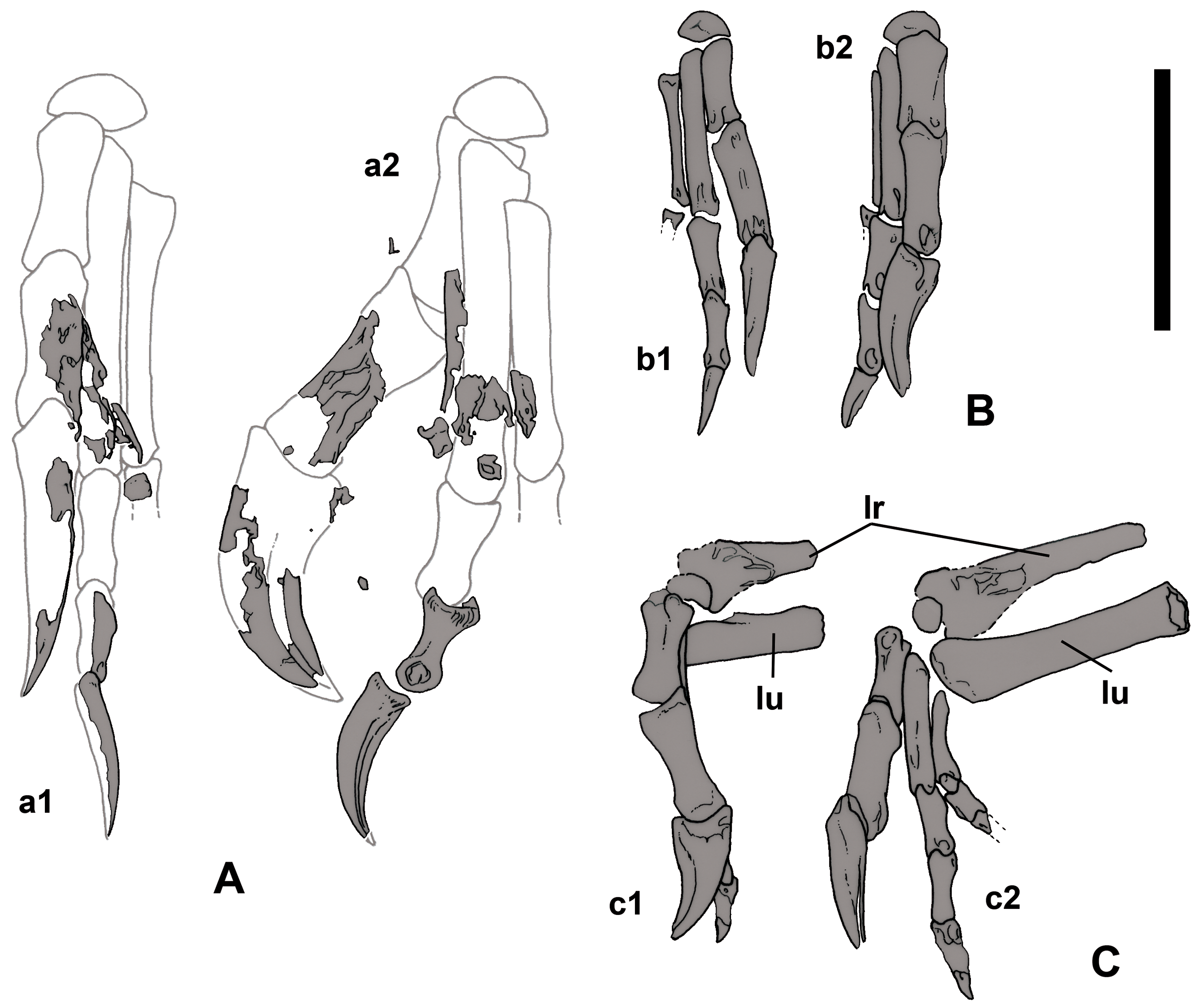
Diagramas mostrando as mãos do espécime MPC-D 107/15 e 107/16

Em 1977, Barsbold sugeriu que os oviraptorídeos eram malacófagos, mas Longrich e seus colegas rejeitaram a ideia de que eles praticavam o esmagamento de conchas, uma vez que esses animais tendem a ter dentes com superfícies de esmagamento amplas. Em vez disso, o formato dos ossos dentários nas mandíbulas inferiores dos oviraptorídeos sugere que eles tinham um bico de ponta afiada usado para cortar alimentos duros, e não para quebrar alimentos duros, como bivalves ou ovos. A região sinfisária na frente do dentário pode ter proporcionado alguma capacidade de esmagamento, mas como essa era uma área relativamente pequena, provavelmente não era a principal função das mandíbulas. O fato de a maioria dos oviraptorídeos ter sido encontrada em sedimentos que são interpretados como ambientes xéricos e áridos ou semiáridos também argumenta contra o fato de eles terem sido comedores especializados de moluscos e ovos, pois é improvável que houvesse uma quantidade suficiente desses itens nessas condições para sustentá-los.
Longrich e seus colegas apontaram que os membros anteriores robustos e o aumento de um único dedo nos oviraptorídeos da subfamília Heyuanninae são semelhantes aos observados em animais modernos que comem formigas e cupins, como tamanduás e pangolins, mas a morfologia das mandíbulas dos membros da subfamília Heyuanninae não os sustenta como insetívoros. Os pesquisadores concluíram que a função dos membros anteriores dos membros da subfamília Heyuanninae não era clara, mas sugeriram que eles poderiam ter sido usados para arranhar, rasgar ou cavar, embora não para capturar presas.
Em 2004, Lü e seus colegas propuseram que a articulação entre os ossos quadrado e quadradojugal no crânio do Nemegtomaia sugeria que esses ossos eram móveis um em relação ao outro, o que teria afetado o funcionamento das mandíbulas. Em 2015, o paleontólogo belga Christophe Hendrickx e seus colegas consideraram improvável que o Nemegtomaia tivesse cinesia semelhante à das aves em seus crânios, devido ao fato de o osso quadrado ser imóvel.

## Paleoambiente

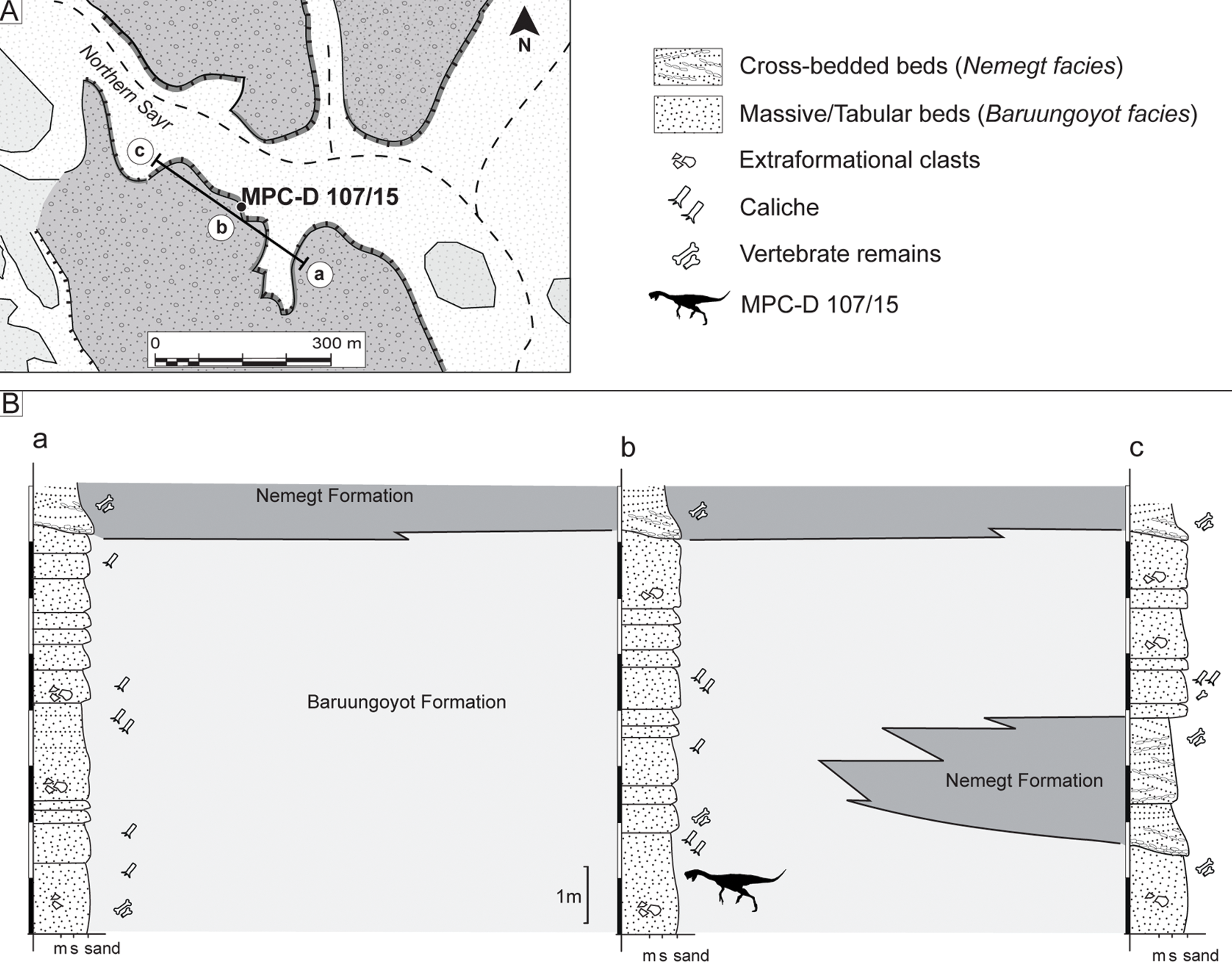
Mapa e diagrama mostrando a relação entre as formações Barun Goyot e Nemegt

O Nemegtomaia é conhecido das formações Nemegt e Barun Goyot, que datam das eras Campaniana Superior e Maastrichtiana Inferior do período Cretáceo Superior, há cerca de 70 milhões de anos. Embora esse táxon seja conhecido apenas da localidade de Nemegt, restos de oviraptorídeos não identificados de outras localidades podem pertencer a ele. O maciço de Nemegt tem vários cânions ou desfiladeiros, com até 45 metros de profundidade, que apresentam algumas das melhores exposições dessas formações. Acredita-se que as fácies de rocha da Formação Nemegt representem um ambiente úmido e fluvial (associado a rios e córregos), enquanto as da Formação Baruungoyot representam um ambiente árido ou semiárido, com leitos eólicos (afetados pelo vento). Historicamente, acreditava-se que essas duas formações, com seus diversos fósseis, representavam períodos de tempo sequenciais com ambientes diferentes, mas em 2009 o paleontólogo canadense David A. Eberth e seus colegas descobriram que havia uma sobreposição parcial na transição entre elas. As duas formações “interferem” em um intervalo estratigráfico com cerca de 25 m de espessura, o que sugere que os ambientes fluvial e eólico coexistiram quando a área foi sedimentada.

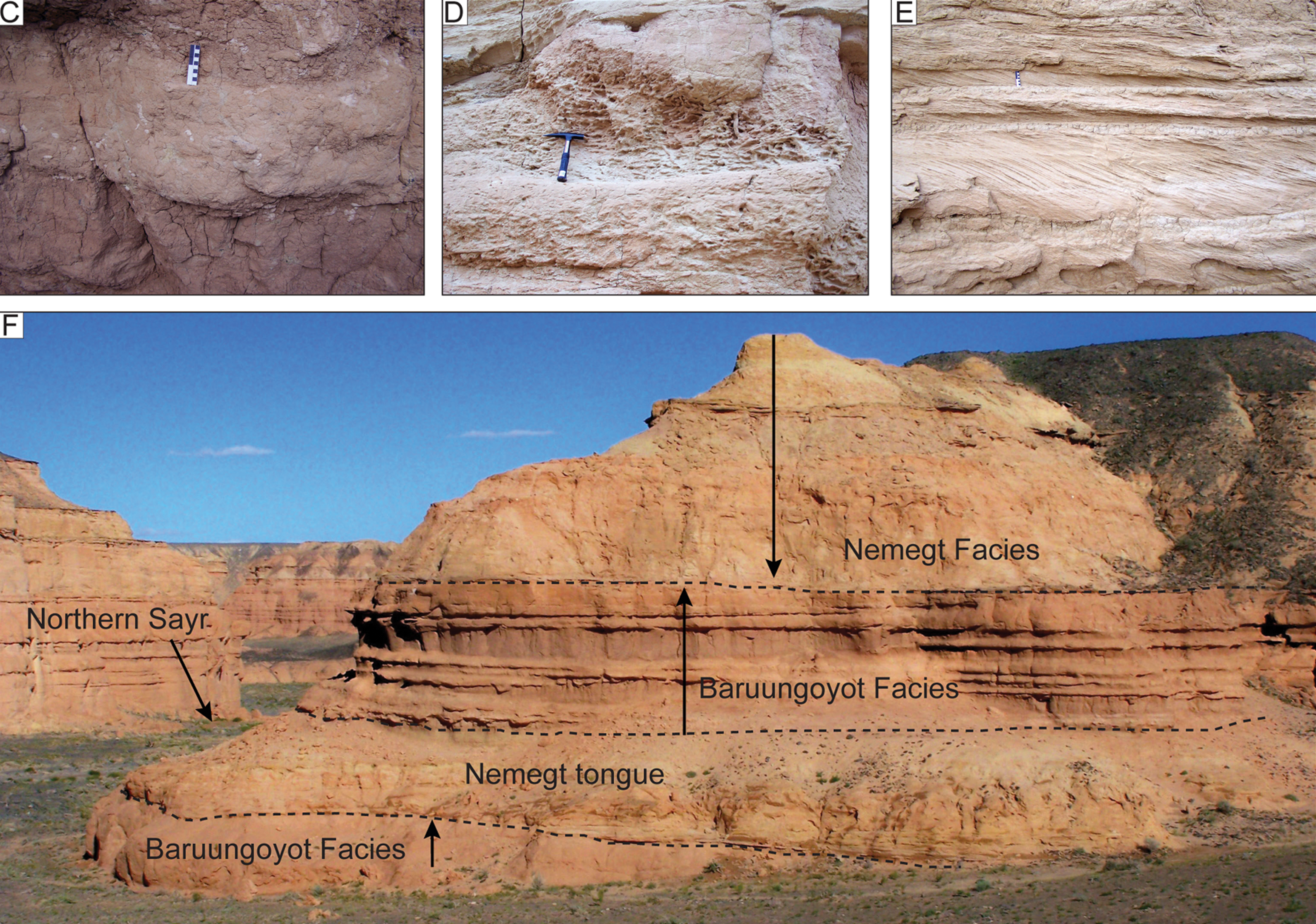
Fotos dos contatos entre as formações

O ambiente da Formação Nemegt foi comparado ao Delta do Cubango, na atual Botsuana. Os habitats dentro e ao redor dos rios de Nemegt abrigavam uma grande variedade de organismos. Os animais aquáticos incluem moluscos, peixes, tartarugas e o crocodilomorfo Shamosuchus [en]. Foram encontrados fósseis de mamíferos, como multituberculados, e são conhecidas aves como Gurilynia [en], Judinornis [en] e Teviornis [en]. Os dinossauros herbívoros da Formação Nemegt incluem anquilossaurídeos como Tarchia [en], o paquicefalossauro Prenocephale, hadrossauróides como Saurolophus e Barsboldia e saurópodes como Nemegtosaurus e Opisthocoelicaudia. Outros terópodes incluem tiranossauróides como Tarbosaurus, Alioramus e Bagaraatan, troodontídeos como Borogovia [en], Tochisaurus [en] e Saurornithoides, terizinossauros como Therizinosaurus e ornitomimossauros como Deinocheirus, Anserimimus e Gallimimus.
Outros gêneros de oviraptorossauros conhecidos da Formação Nemegt incluem o Avimimus basal, os oviraptorídeos Rinchenia [en], Nomingia [en], Conchoraptor e Ajancingenia, e o caenagnatídeo Elmisaurus [en]. Apesar do grande número de táxons de oviraptorídeos nessas formações (a Nemegt tem a maior diversidade conhecida deles em qualquer lugar), nenhum deles estava intimamente relacionado. A Formação Nemegt é única por ter tanto oviraptorídeos quanto caenagnatídeos e, em 1993, o paleontólogo canadense Philip J. Currie e colegas sugeriram que essa diversidade se devia ao fato de os dois grupos preferirem ambientes diferentes na área. Em 2016, o paleontólogo japonês Takanobu Tsuihiji e colegas sugeriram que os oviraptorídeos podem ter preferido ambientes mais secos, enquanto os caenagnatídeos preferiram ambientes fluviais, com base no tipo de formações em que foram encontrados. Funston e colegas sugeriram que os oviraptorídeos eram encontrados em ambientes xéricos e mésicos (mas eram mais abundantes nos primeiros), enquanto os outros grupos de oviraptorossauros evitavam os ambientes xéricos e que a coexistência das famílias pode ser explicada pela partição de nicho na dieta. O ambiente da Formação Nemegt pode ter funcionado como um oásis e, assim, atraído os oviraptorídeos.

### Tafonomia

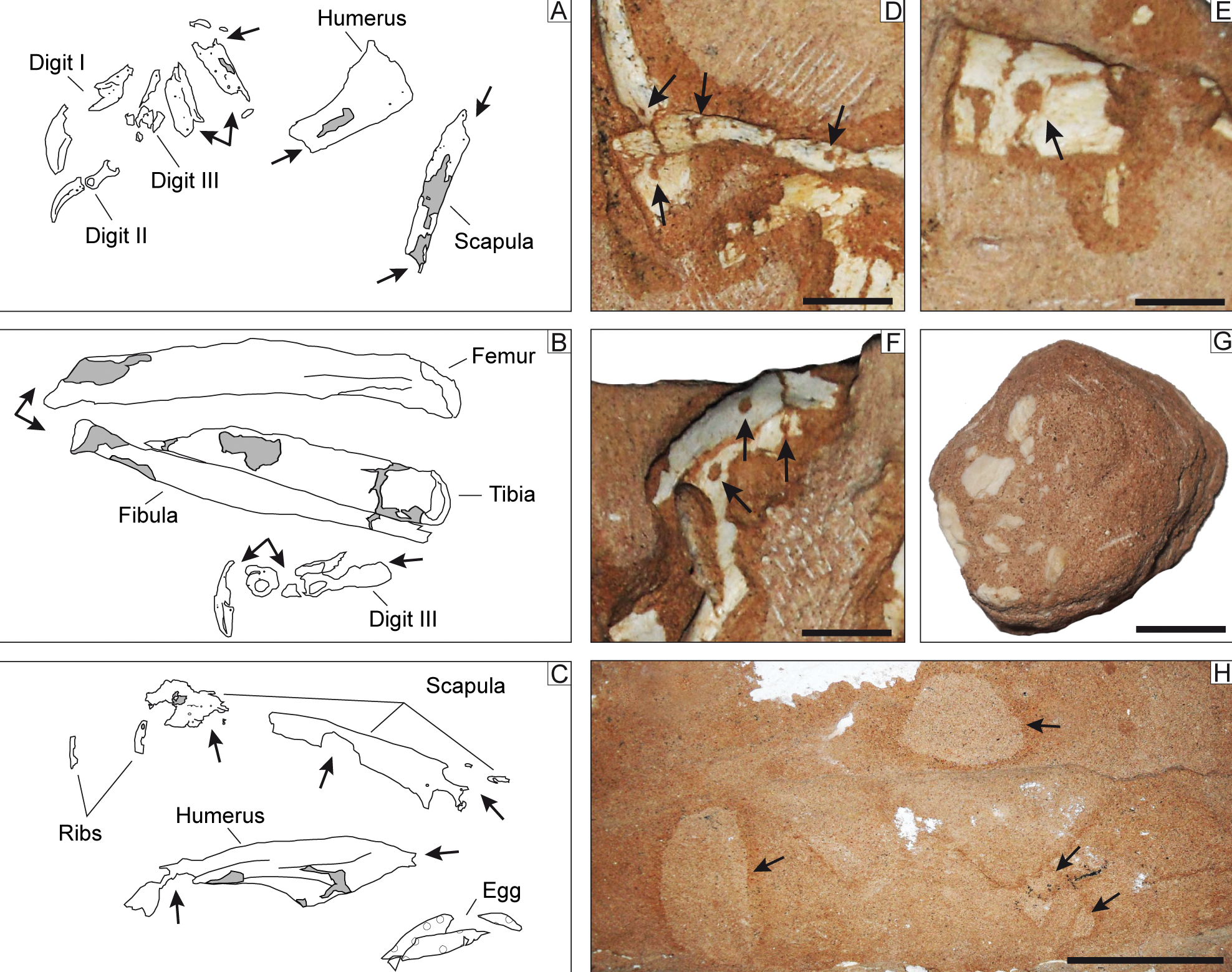
Vestígios de alimentação de besouros da família Dermestidae no espécime de nidificação.

O espécime de nidificação MPC-D 107/15 forneceu muitas informações sobre os processos tafonômicos (mudanças durante a decomposição e fossilização) na Formação Barun Goyot. O espécime está preservado em fácies que se acredita terem sido depositadas por uma tempestade de areia ou mudança de duna. Ele não parece ter sido transportado após a morte, mas o corpo parece ter se deslocado ligeiramente para a direita, indicando que o sedimento no qual foi depositado veio em sua direção pelo lado esquerdo. O pescoço está curvado para a esquerda, a mão esquerda está dobrada para trás e as pernas estão dobradas em uma posição agachada. A coluna vertebral, o pescoço e os quadris se deterioraram durante o sepultamento e acredita-se que grande parte dos danos ao esqueleto tenha sido causada pela atividade de invertebrados.
As perfurações nos ossos, as tocas e os sedimentos retrabalhados (talvez causados pela construção de câmaras de pupas) no espécime indicam que ele foi devorado por colônias de besouros da família Dermestidae e talvez por outros insetos devoradores. Há muitos rastros de alimentação nas articulações do esqueleto e quase todas as superfícies onde os ossos se articulavam foram obliteradas. Também há túneis no ninho sob o pescoço e o crânio, e não foram encontrados restos de ovos em partes com esses vestígios. Esses besouros modernos se alimentam principalmente de tecido muscular, mas não de materiais úmidos, e sua atividade é impedida pelo sepultamento rápido. Portanto, acredita-se que o espécime MPC-D 107/15 tenha sido enterrado apenas parcialmente no início, com a parte superior exposta o suficiente para o desenvolvimento de uma colônia de besouros. Alguns danos ao esqueleto (especialmente na coluna vertebral) também podem ter sido causados por pequenos mamíferos.